# Neoplan Jetliner
Neoplan Jetliner (рус. Неоплан Джетлайнер) — серия туристических автобусов, выпускаемых компанией Neoplan с 1973 года. Существовал также удлинённый вариант Neoplan Jetliner C.

## История
Автобус Neoplan Jetliner серийно производится с 1973 года. Первая модель семейства — Neoplan N216. Автобус оснащён 12-метровым кузовом и двумя дверьми. Вместимость автобуса 48 мест. Конкурентом является венгерский автобус Ikarus 250.
С 1973 года производился также 9,3-метровый автобус Neoplan N212. Экспортный вариант — Neoplan N216/3h вместимостью 65 мест.
В 1979 и 1987 годах автобус был модернизирован путём изменения кузова и наклона лобового стекла. Также были сменены передняя часть и оснащение. В 1994 году были обновлены фары и бамперы.
В 1999—2012 годах производство автобуса Neoplan Jetliner было заморожено в связи с запуском производства автобусов Neoplan Euroliner. Таким образом, семейство включало в себя модели Neoplan N208, N209, N212, N213, N214 и N216. 12,3-метровые модели обозначались индексом P26, 13-метровые модели обозначались индексом P27.

## Галерея

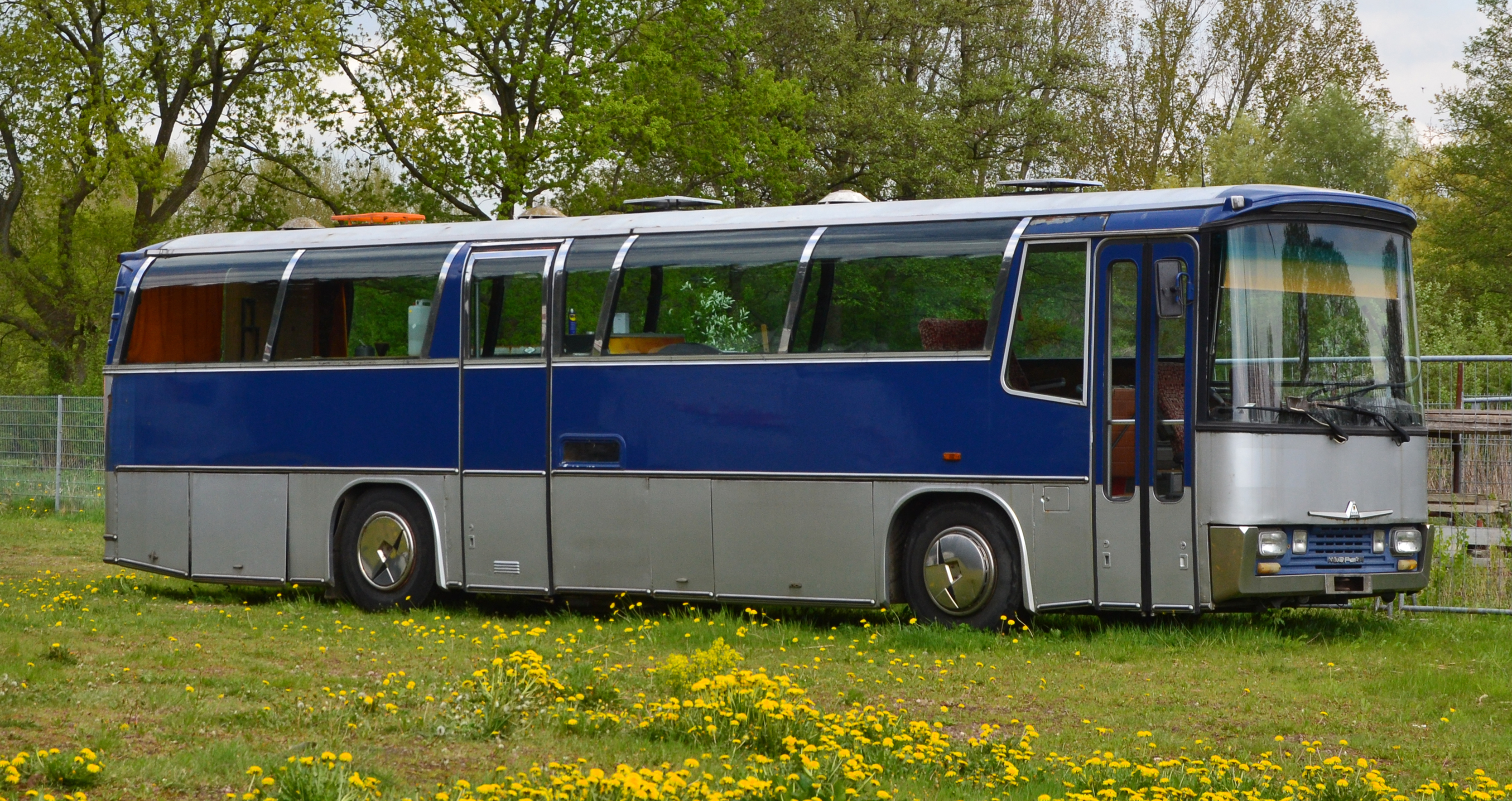
Neoplan N216
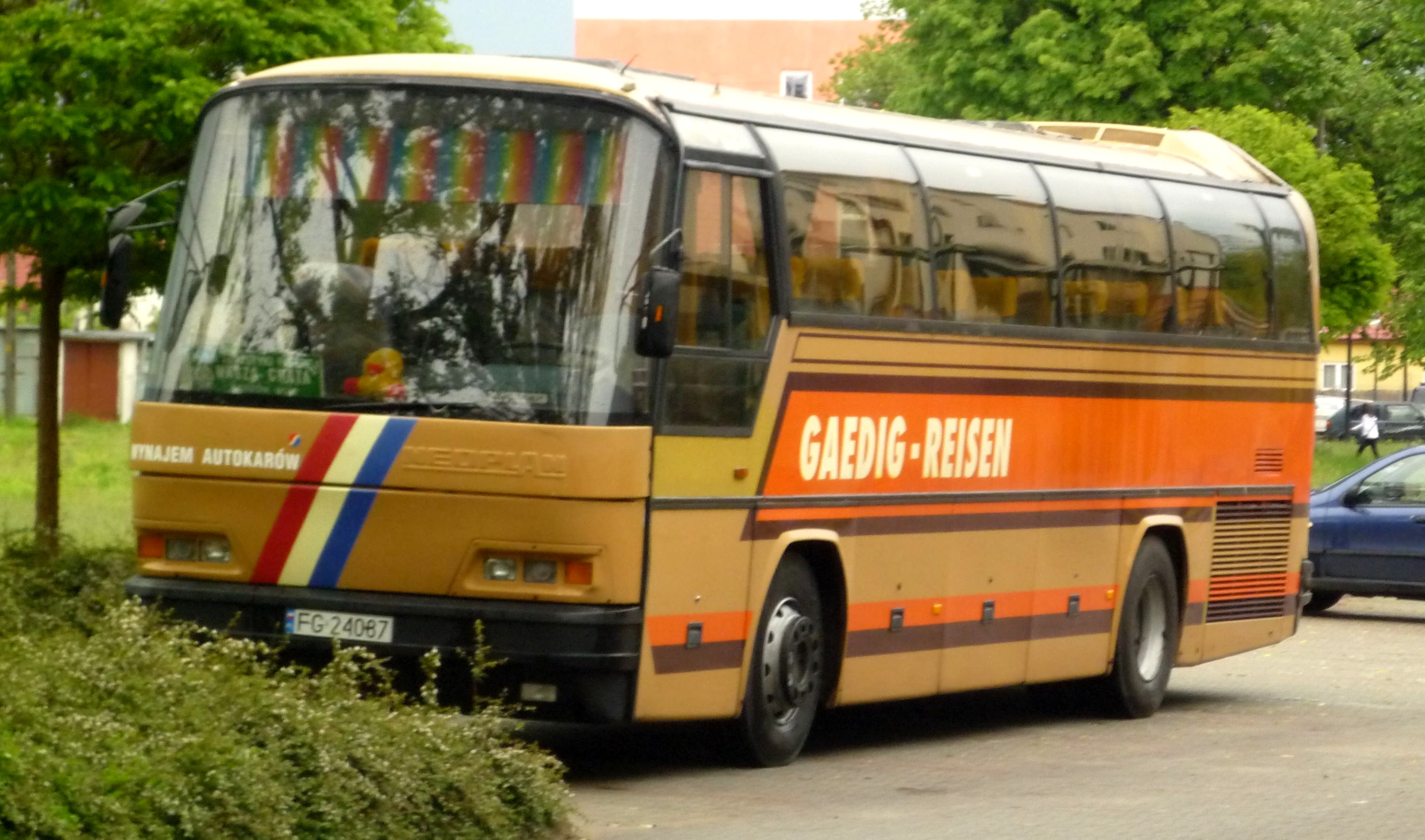
Neoplan N212
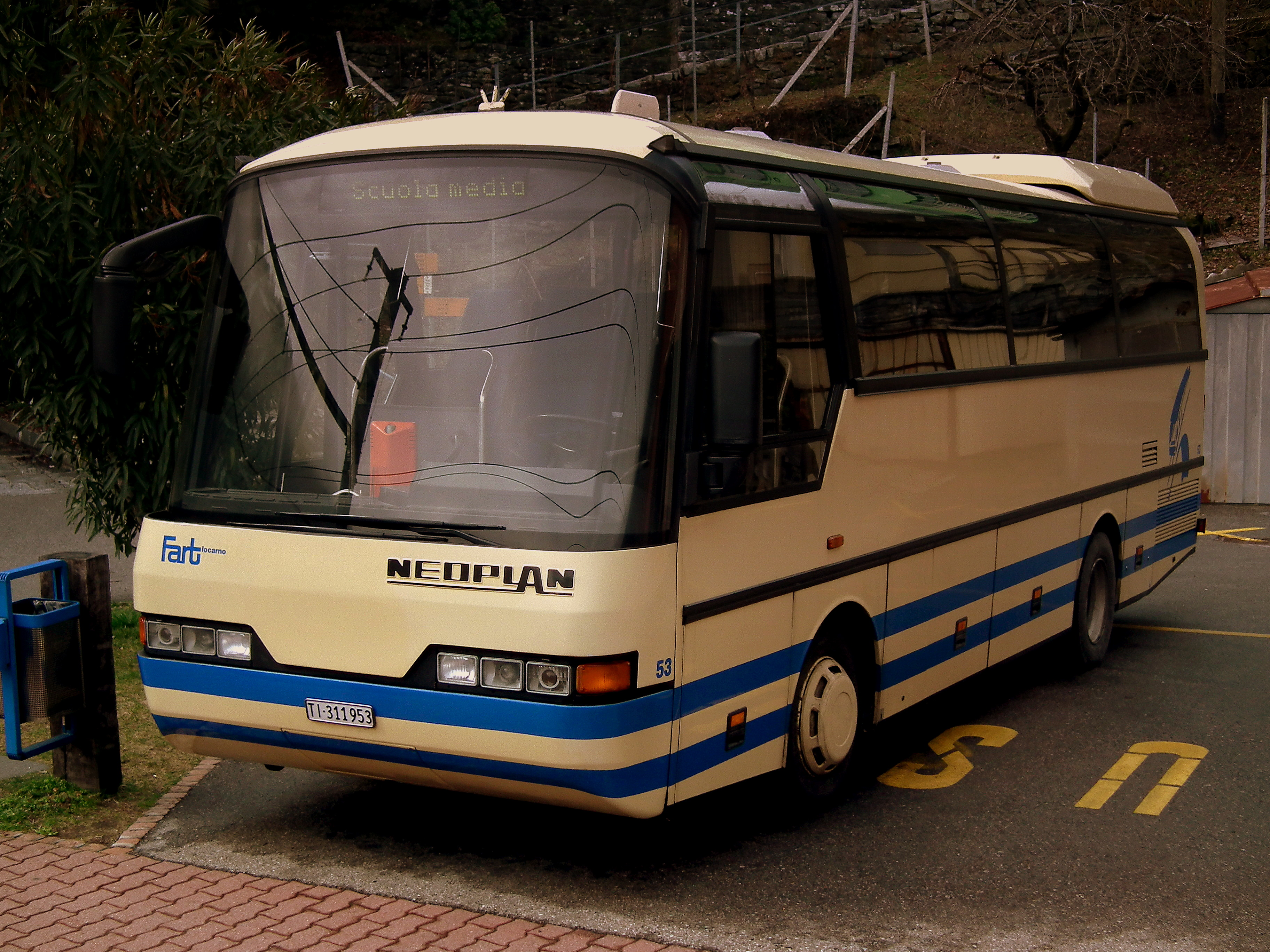
Neoplan N208